# اآلت تساوخه-ووسورک
الت زاوچ-وابورک (به آلمانی: Alt Zauche-Wußwerk) یک شهرستان در آلمان است که در براندنبورگ واقع شده‌است.

## خصوصیات
الت زاوچ-وابورک ۳۳٫۰۲ کیلومترمربع مساحت دارد ۵۰ متر بالاتر از سطح دریا واقع شده‌است.